# ليام أوبراين (لاعب كرة قدم)
ليام أوبراين (بالإنجليزية: Liam O'Brien)‏ (30 نوفمبر 1991 في المملكة المتحدة - ) هو لاعب كرة قدم بريطاني في مركز حراسة المرمى. شارك مع منتخب إنجلترا تحت 19 سنة لكرة القدم. أما مع النوادي، فقد لعب مع إيستبورن بوروه ونادي بارنت ونادي برينتفورد ونادي بورتسموث وداغنهام وريدبريدج وهاستينغز يونايتد.

## وصلات خارجية
- ليام أوبراين على موقع قاعدة بيانات كرة القدم.إي يو (الإنجليزية)
- ليام أوبراين على موقع Soccerbase.com (لاعب) (الإنجليزية)
- ليام أوبراين على موقع Soccerway.com (الإنجليزية)